# Замок Шлосберг
Замок Шлосберг (нем. Schloßberg) — замок в Австрии, в городе Грац. В переводе Шлосберг означает «замковая гора».
Замок ни разу не был захвачен до 1809 года, когда он был частично разрушен войсками Наполеона. С замком Шлосберг связан проходом вдоль внутренней стороны городской стены меньший замок Граца.
Одним из примечательных строений замка является часовая башня Уртурм (нем. Uhrturm), с которой открывается вид на город. Хорошо сохранились два бастиона и колокольня. На территории располагаются кафе с великолепными видами на Грац.
В замке проходят концерты и представления под открытым небом. Подняться в замок можно на фуникулёре, лифте или пешком.